# Dasyhelea ancora
Dasyhelea ancora är en tvåvingeart som först beskrevs av Daniel William Coquillett 1902.  Dasyhelea ancora ingår i släktet Dasyhelea och familjen svidknott. Inga underarter finns listade i Catalogue of Life.